# 一銭洋食

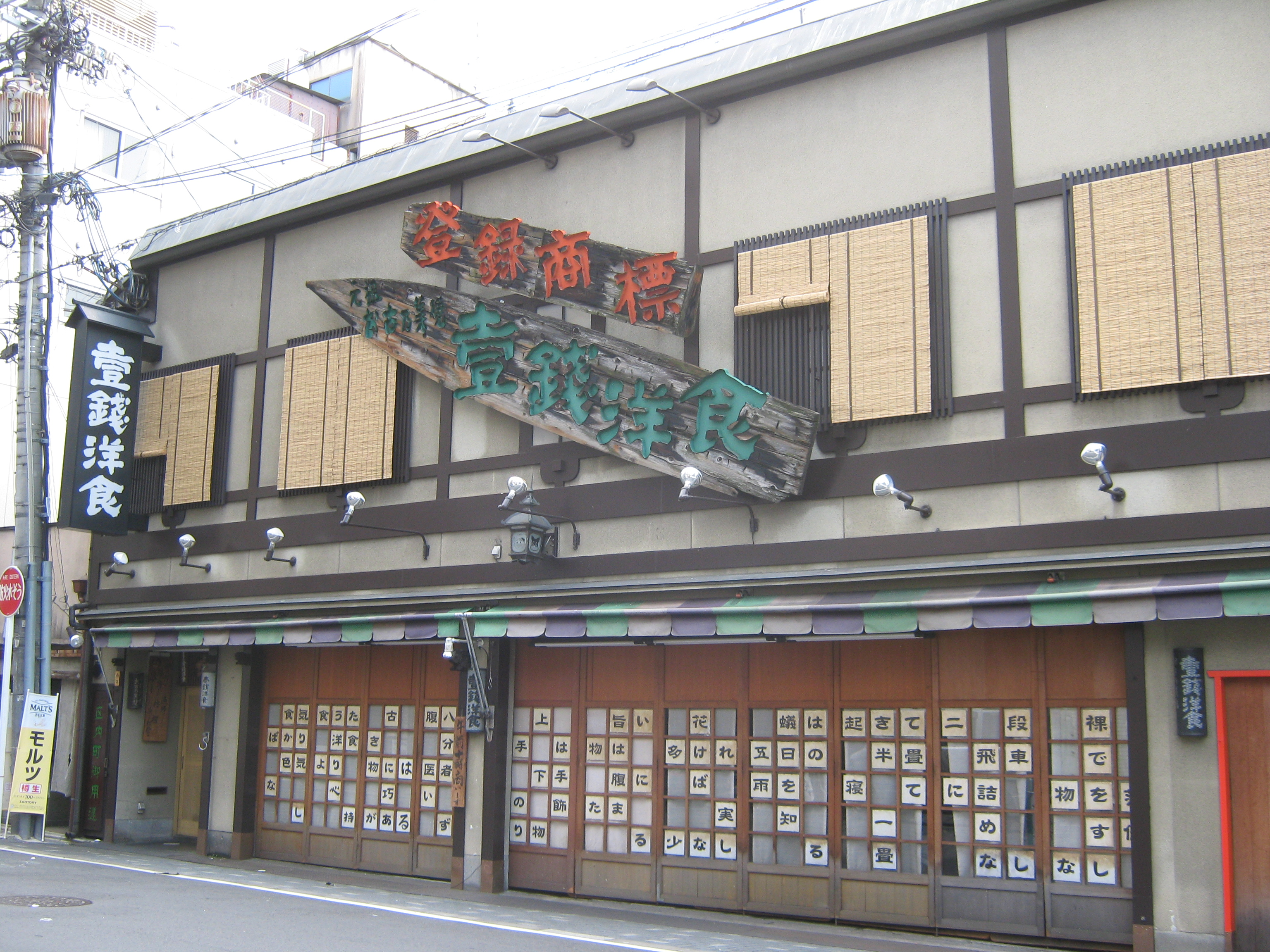
一銭洋食を売り物にしている店舗例、京都市東山区縄手通四条上ル

一銭洋食（いっせんようしょく）は、お好み焼きのルーツのひとつとされる、小麦粉と具材で作る鉄板焼き料理である。「洋食焼き」、「壱銭焼き」、「べた焼き」などとも呼ばれる。

## 来歴
大正時代の近畿地方の駄菓子屋では、水で溶いた小麦粉の生地にわずかな具材を「のせ焼き」してウスターソースを塗ったものを「洋食」と銘打って販売していた。小麦粉やソース自体がエキゾチックな食材と見なされていた当時の世相がその名の由来である。
その後、「洋食」は当時1枚1銭で売られていた為に「一銭洋食」と呼ばれるようになった。（同時代の神戸では同種の料理を「洋食」とは呼ばず「肉天」と呼んだ。）
具材は、刻みネギ、千切りキャベツ、ひき肉、すじ肉、こんにゃく、かまぼこ、もやし、魚粉、豆類、天かすなど多岐にわたり、店や時代によって様々である。
同じく「のせ焼き」で作る東京のどんどん焼き（お好み焼き）を起源とする説もある。
洋食焼きは戦後も「拾円焼き」「五〇円焼き」などと銘打って店舗の軒下などで作られてきた。現代においても、京都市ではべた焼きの名称で親しまれており（懐古的に壹錢洋食（登録商標）と称して提供する業者もある。）、それに焼きそばか焼きうどんを入れるまんぼ焼きが派生した。さらに、ねぎ焼・キャベツ焼きや岸和田市のかしみん焼きや高砂市のにくてんといった一銭洋食と同じく「のせ焼き」で作る粉物料理は各地で存続している。
一方で、「のせ焼き」で作ったものが「お好み焼き」と呼んで食べられている地域も少なくない。戦後の広島では、洋食焼きをベースに独自の地域的発展を遂げ、広島風お好み焼きが誕生した。

## 備考
- 神戸のにくてんや東京のどんどん焼きなども、同時期に存在した同種の料理を指す地域名称である。
- 手塚治虫の漫画『アドルフに告ぐ』では、一銭洋食ではなく、「一銭定食」という名で登場している。
- 松本零士の漫画『男おいどん』では、「メリケン粉を水で溶き、薄く平たく焼いてソースを塗りたくって食う、これをおいどんのクニ（九州地方）では洋食という」と紹介されている。
- 京都市に壹錢洋食（登録商標）、高知県四万十市に壱銭洋食という店が存在する。
- 北九州市若松区には古くから醤油ベースの一銭洋食、「ぺったん焼き」が駄菓子屋などで焼かれ庶民の味として親しまれた過去があり、2011年から同区の町おこしに活用している。
- 富山県西部では、昭和30 - 40年頃まで一銭洋食と呼ばれている地域が点在していたが、今はどんどん焼きの呼び方が主流となっている。